# 성계의 전기
성계의 전기(星界の戦旗)는 성계의 문장의 속편으로, 모리오카 히로유키가 쓴 SF 소설 또는 이를 원작으로 하는 애니메이션이다. 그 외에 만화책과 드라마 CD로도 출판되었다. 소설은 2013년 3월에 5권이 출판되어 1부 완결되었다. 한국에서는 '은하전기'라는 이름으로 성계의 문장 1~3권이 은하전기 1~3권으로 출판되었고, 성계의 전기 1~2권이 은하전기 4~5권으로 출판되었다. 성계의 전기 3~4권은 번역되지 않았으나 은하전기 5권을 2000년에 출판한 후로 더 이상 번역되고 있지 않다.
대원씨아이의 라이트노벨 브랜드인 NT-novel 로 다시 번역되어 출판되고 있으며 2014년 11월 현재 성계의 문장 1~3권, 성계의 전기 1~5권, 성계의 단장 1~2권 이 발매중이다.

## 줄거리
성계의 문장이 끝난 시점에 아브 제국과 4개국 연합은 양측 모두 큰 피해를 입고, 잠시 휴전 상태로 들어가 전쟁 준비에 힘을 쏟는다. 1여년이 지나 라피르 십상장으로 승진하여 돌격함 '바스로일'의 함장이 되고, 진트는 수기관을 졸업해 주계열익상사가 되어 라피르의 지명에 따라 바스로일의 서기로 임명된다. 바스로일의 인원 배치가 끝나고 연습을 시작한 지 얼마 지나지 않아 다시 전쟁이 시작된다.

## 등장인물

### 주인공
린 슈누=로크 하이드 백작 진트
성우: 이마이 유카
아브리얼 네이=드브레스크 파류뉴 자작 라피르
성우: 카와스미 아야코

### 주요 인물
에크류아 웨프=토류즈 노르
성우: 시미즈 카오리
삼손 보르쥬=티르살 티르스
성우: 오오츠카 아키오
소바슈 웨프=도르 유스
성우: 사이가 미츠키
아토스류아 슈누=아토스 페브다슈 남작 로이
성우: 야마다 미호

## 소설

### 성계의 전기 1(星界の戦旗I)
유대의 형태(絆のかたち) - 1996년

### 성계의 전기 2(星界の戦旗II)
지켜야 할 것(守るべきもの) - 1998년

### 성계의 전기 3(星界の戦旗III)
가족의 식탁(家族の食卓) - 2001년

### 성계의 전기 4(星界の戦旗IV)
삐걱이는 시공(軋む時空) - 2004년

### 성계의 전기 5(星界の戦旗V)
숙명의 선율(宿命の調べ) - 2013년

의

## 애니메이션

### 성계의 전기 1
총 13화로 이루어져 있으며, 성계의 전기 1권 분량의 이야기가 담겨 있다. 제 7화는 소설 원작에는 없는, 독립된 이야기를 담고 있다.

### 성계의 전기 2
총 10화로 이루어져 있으며, 성계의 전기 2권 분량의 이야기가 담겨 있다.

### 성계의 전기 3
OVA로 총 2화로 이루어져 있다. 성계의 전기 3권 분량의 이야기가 담겨 있다.